# Wolfgang Waldner (Politiker, 1954)

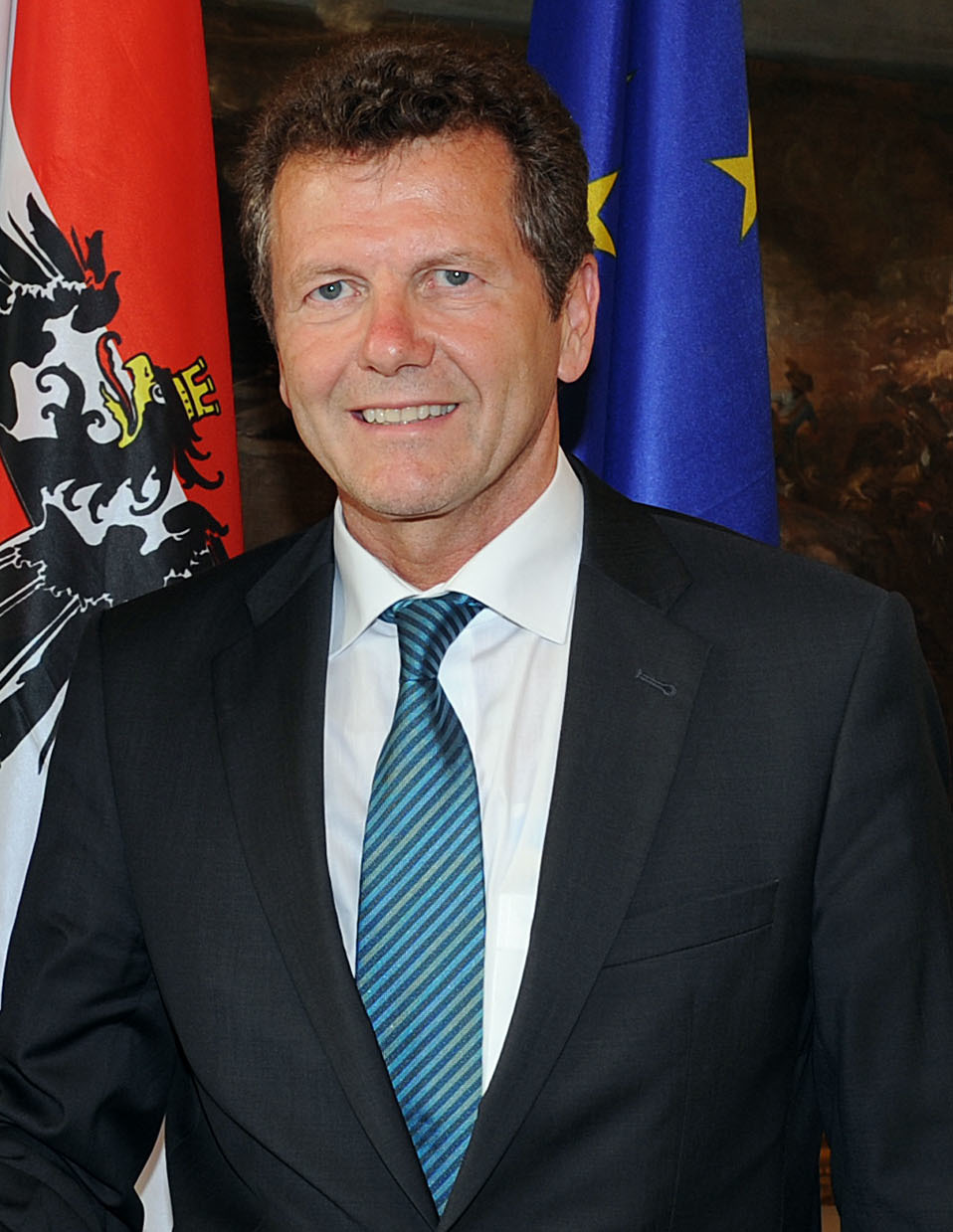
Wolfgang Waldner (2012)

Wolfgang A. Waldner (* 6. Oktober 1954 in Villach) ist ein österreichischer Politiker (ÖVP), Diplomat und Kulturmanager. Von April 2011 bis August 2012 war er Staatssekretär im Außenministerium und von September 2012 bis Mai 2014 Landesrat in den Kärntner Landesregierungen Dörfler II und Kaiser I. Von Jänner 2016 bis Oktober 2019 war Waldner Botschafter der Republik Österreich in den Vereinigten Staaten an der Botschaft in Washington, D. C.

## Leben
Waldner studierte von 1973 bis 1979 Rechtswissenschaft und Romanistik (Italienisch und Französisch) an der Universität Wien und schloss als Doktor der Rechtswissenschaften (Dr. iur.) ab. Er ist Mitglied der Katholischen akademischen Verbindung Norica Wien im Cartellverband. 
Von 1983 bis 1987 war Waldner Kulturattaché an der österreichischen Botschaft in Washington, D. C. und anschließend persönlicher Sekretär von Außenminister Alois Mock. 1988 bis 1999 leitete er das Austrian Cultural Forum New York in New York City. Dort gründete er unter anderem die Zeitschrift Austria Kultur. Seit 1995 ist er Vorstandsmitglied der Friends of Austrian Culture. 1998 war er Wahlkampfleiter Thomas Klestils bei dessen erfolgreicher Kandidatur zur Bundespräsidentenwahl. Von 1999 bis 2011 war Waldner Geschäftsführer des Wiener MuseumsQuartiers.
Im April 2011 wurde er von Außenminister Michael Spindelegger zum Staatssekretär im Außenministerium bestellt; er sollte insbesondere die Agenden der kulturellen Auslandsbeziehungen betreuen. Im August 2012 wurde bekannt, dass Waldner dem zurückgetretenen Achill Rumpold als Landesrat in Kärnten nachfolgen wird. Als solcher wurde er am 3. September angelobt. Ab 28. März 2013 war Waldner Landesrat für Wirtschaft, Land- und Forstwirtschaft, Tourismus, Kultur sowie Gemeinden in der Landesregierung Kaiser I. Am 6. Mai 2014 trat Waldner als Landesrat zurück, ihm folgte Christian Benger. Waldner leitete dann als Geschäftsträger die österreichische Botschaft in Budapest, bevor er die Kulturpolitische Sektion in der Zentrale des Außenamts in Wien übernahm. Von Jänner 2016 bis Oktober 2019 vertrat Waldner Österreich als Botschafter in Washington, D.C.
Er ist ein Bruder der ORF-Moderatorin Gabi Waldner.